# Stora Slågarps landskommun
Stora Slågarps landskommun var en tidigare kommun i dåvarande Malmöhus län.

## Administrativ historik
Kommunen bildades i Stora Slågarps socken i Skytts härad i Skåne när 1862 års kommunalförordningar trädde i kraft. 
Vid kommunreformen 1952 uppgick kommunen i Alstads landskommun som uppgick 1967 i Trelleborgs stad som 1971 ombildades till Trelleborgs kommun.

## Politik

### Mandatfördelning i Lilla Slågarps landskommun 1938-1946
| 11 | 9 |

| 20 |

| 9 | 11 |

| 20 |

| 8 | 12 |

| 20 |